# Экзальтация
Экзальта́ция (лат. exaltatio «подъём, воодушевление») — повышенное настроение с оттенком неестественной восторженности. В высшей степени усиленное раздражение психической сферы; проявляется в виде то мечтательного настроения, то безграничного воодушевления. Иногда сопровождается ускорением мышления, повышенной самооценкой и двигательным возбуждением. В прошлом в психиатрии термин «экзальтация» использовался для обозначения гипомании.